# 中坪乡
中坪乡，是中华人民共和国四川省达州市万源市曾经下辖的一个乡。2020年6月，撤销中坪乡，将原中坪乡青坪村、冯家河村、观音村、徐家坪村、大中坪村所属行政区域划归黑宝山镇管辖，原中坪乡吕家坡村所属行政区域划归大沙镇管辖。

## 行政区划
中坪乡撤销前下辖以下地区：
青坪寺村、冯家河村、观音村、花园坪村、徐家坪村、大中坪村、吕家坡村和任家坡村。